# Auvergne-Rhône-Alpes
Auvergne-Rhône-Alpes (phát âm tiếng Pháp: [ovɛʁɲ ʁon alp], tiếng Arpitan: Ôvèrgne-Rôno-Ârpes, tiếng Occitan: Auvèrnhe Ròse Aups) là một vùng của nước Pháp, bao gồm 12 tỉnh: Ain, Allier, Ardèche, Cantal, Drôme, Isère, Loire, Haute-Loire, Puy-de-Dôme, Rhône, Savoie và Haute-Savoie. Vùng này có đường biên giới với các bang Genève, Vaud, Valais của Thụy Sĩ và vùng Piemonte của Ý.
Thủ phủ của vùng này là thành phố Lyon.

## Lịch sử
Vùng được thành lập từ việc hợp nhất 2 vùng cũ Auvergne và Rhône-Alpes vào ngày 1 tháng 1 năm 2016, từ kết quả của cuộc trưng cần dân ý tháng 12 năm 2015.